# Irene Chanter
Irene Chanter je britská zpěvačka.

## Kariéra
Svou kariéru zahájila jako členka skupiny Chanters, ve které zpívala ještě její sestra Doreen a doprovázelo je pět bratrů. Později bratři ze skupiny odešli a sestry začaly vystupovat pod názvem Chanter Sisters. Své první album nazvané Birds of a Feather duo vydalo v roce 1970 a vedle jiných zde hrál například Elton John. Další album pak vyšlo pod názvem First Flight v roce 1976. Během své kariéry zpívala doprovodné vokály na mnoha albech různých interpretů, mezi něž patří například John Entwistle, John Cale, Rod Stewart nebo skupiny Manfred Mann's Earth Band, Baker Gurvitz Army a Caravan. V roce 1975 vydala sólový singl „Cuckoo-Cuckoo“ (na B-straně byla píseň „Sweet Water Memory“).